# Mużyłowice
Mużyłowice (ukr. Мужиловичі) – wieś na Ukrainie, w rejonie jaworowskim obwodu lwowskiego. Wieś liczy około 1020 mieszkańców.
W 1783 na gruntach Mużyłowic założono w procesie kolonizacji józefińskiej osadę Münchenthal, z czasem nazywaną „Mużyłowice Kolonia”, natomiast ręsztę miejscowości przezwano „Mużyłowicami Narodowymi”.
W II Rzeczypospolitej do 1934 dwie oddzielne samodzielne gminy jednostkowe – Mużyłowice Kolonja i Mużyłowice Narodowe. Następnie należały do zbiorowej wiejskiej gminy Bruchnal w powiecie jaworowskim w woj. lwowskim. We wrześniu 1939 bitwa pod Jaworowem.
W II Rzeczypospolitej wieś w powiecie jaworowskim województwa lwowskiego. W 1944 nacjonaliści ukraińscy z OUN-UPA zamordowali tutaj 15 Polaków. Po wojnie wieś weszła w struktury administracyjne Związku Radzieckiego.